# Malco I
Malco o Malico (in latino Malchus o Malichus, in arabo مالك‎?, Malik, in nabateo: Māliku; ... – 30 a.C.), conosciuto nella storiografia moderna come Malco I, è stato un sovrano nabateo, re dei Nabatei dal 59 a.C. alla sua morte.

## Biografia
Malco salì al potere nel 59 a.C., diventando re del proprio popolo, e il suo regno fu caratterizzato da un continuo contatto con la repubblica romana. Nel 48/47 a.C. appoggiò le truppe di Giulio Cesare durante la guerra civile alessandrina; a seguito delle campagne partiche di Ventidio Basso del 39/38 a.C. Malco, poiché accusato di aver parteggiato per i Parti di Pacoro I, fu costretto a pagare una forte somma di denaro e a cedere alcuni territori, che furono donati alla regina Cleopatra dal generale romano Marco Antonio. Durante la guerra civile tra Antonio e Ottaviano, Malco si schierò con il primo, anche se non si presentò nella decisiva battaglia di Azio (settembre 31 a.C.): egli era infatti impegnato in una guerra contro il re di Giudea Erode il Grande, iniziata con diverse vittorie nabatee nel 32 a.C., ma che finì a favore dei Giudei nonostante Malco fosse appoggiato dal generale egizio Atenione; nel 30 a.C., quando Cleopatra era tornata in Egitto per fuggire da Ottaviano, il governatore romano della Siria Quinto Didio convinse Malco a bruciare la flotta egizia di stanza nel mar Rosso, per evitare un'ulteriore fuga della regina.